# Clopotul Libertății

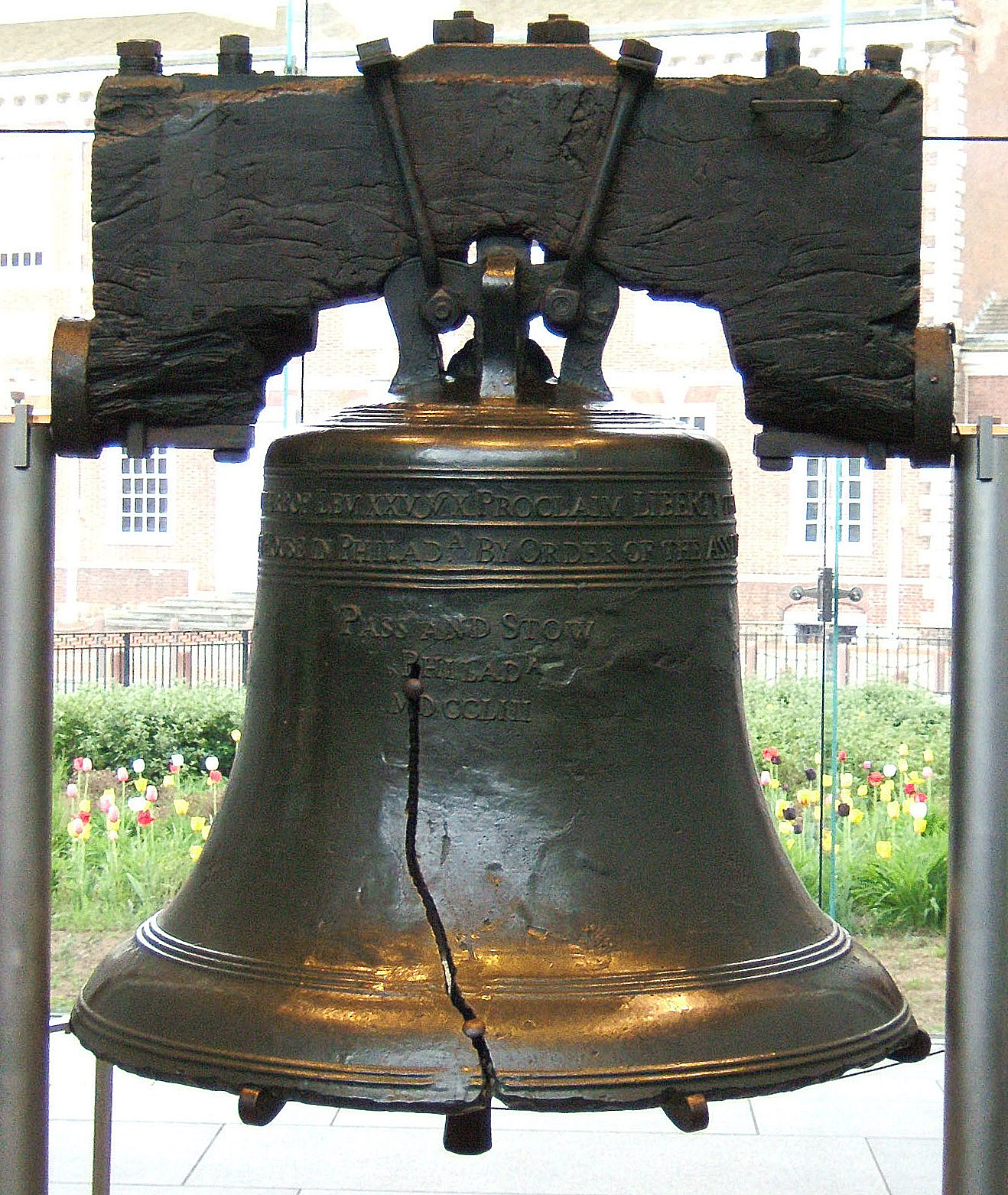
Clopotul Libertății, în 2008

Clopotul Libertății (în engleză Liberty Bell) este unul dintre simbolurile de referință ale independenței Statelor Unite ale Americii. Aflat în orașul Philadelphia, statul Pennsylvania, se crede că a fost tras pentru a marca citirea în public a Declarației de Independență la 8 iulie 1776.
Clopotul a fost comandat la firma londoneză Lester and Pack (astăzi Whitechapel Bell Foundry⁠(d)) în 1752, și a fost gravat cu citatul (din Leviticul 25:10): „Proclaim LIBERTY throughout all the land unto all the inhabitants thereof” — „Să vestiți SLOBOZENIA în țară pentru toți locuitorii ei”. El a crăpat prima oară când a fost tras chiar după sosirea la Philadelphia, și a fost turnat din nou de localnicii John Pass și John Stow, ale căror nume apar și ele inscripționate pe clopot. A rămas amplasat timp de ani de zile în clopotnița Casei Statului Pennsylvania (astăzi denumită Casa Independenței⁠(d) — Sala Independenței), și a fost folosit pentru a chema parlamentarii la sesiunile legislative și pentru a anunța cetățenii de întruniri și proclamații publice. S-au tras clopotele pentru a marca citirea Declarației de Independență la 8 iulie 1776 și, deși nu există nicio relatare contemporană despre tragerea Clopotului Libertății, majoritatea istoricilor consideră că și el a fost unul dintre clopotele care au fost trase atunci. După obținerea independenței de către SUA, clopotul a rămas în anonimat mulți ani. În anii 1830, a fost adoptat ca simbol de societățile aboliționiste, care l-au poreclit „Clopotul Libertății”. Crăpătura cea mare care îl caracterizează a apărut cândva la începutul secolului al XIX-lea—o legendă de largă circulație afirmă că a crăpat în timp ce anunța moartea Judecătorului Suprem John Marshall în 1835.
Clopotul a devenit celebru după ce în 1847 a fost publicată o povestire în care era vorba despre un clopotar bătrân care l-ar fi tras la 4 iulie 1776, după ce a aflat de votul pentru independență din al Doilea Congres Continental. Nu se poate, însă, ca clopotul să fi fost tras în acea zi, deoarece la 4 iulie nu a fost anunțată Declarația; cu toate acestea, povestea a ajuns să fie considerată reală, chiar și de unii istorici. Începând cu 1885, Primăria Philadelphia, proprietara clopotului, a permis transportarea lui la diverse expoziții și adunări patriotice. Clopotul a atras curiozitatea mulțimilor oriunde a fost dus, dar s-a întors la Philadelphia cu crăpături în plus și cu bucăți luate de vânătorii de suveniruri, iar primăria a oprit aceste plecări după 1915.
După al Doilea Război Mondial, primăria a dat clopotul în custodia National Park Service⁠(d), rămânând însă proprietara lui. El a fost folosit ca simbol al libertății în timpul Războiului Rece și a fost loc de adunare a protestatarilor în anii 1960. A fost mutat din Sala Independenței într-un pavilion de sticlă din apropiere la Independence Mall⁠(d) în 1976, și de acolo în 2003 în Liberty Bell Center, lângă pavilion. Clopotul apare pe monezi și pe timbre, iar numele și imaginea sa sunt folosite și de diverse companii.

## Construcția (1751–1753)
Clopotul orașului Philadelphia fusese utilizat pentru a anunța publicului proclamații sau pericole încă de la înființarea orașului în 1682. Primul clopot era pus într-un copac din spatele Casei Statului Pennsylvania (astăzi denumită Independence Hall — Sala Independenței) și se spune că a fost adus în oraș de fondatorul acestuia, William Penn⁠(d). În 1751, cum clădirii i se construia o clopotniță, autoritățile locale au dorit un clopot de mai bună calitate, care să fie auzit la distanțe mai mari în orașul aflat în rapidă expansiune. Isaac Norris, președintele Adunării Provinciale a Pennsylvaniei, a ordonat agentului de la Londra al coloniei, Robert Charles, să obțină un „clopot bun de vreo două mii de livre greutate”.

Sperăm și ne bazăm pe grija și ajutorul dumitale în această chestiune și că ai să-l procuri și trimiți cu prima bună ocazie, căci muncitorii noștri ne-au anunțat că va fi mult mai puțină trudă să ridicăm clopotul înainte ca schelele lor să fie date la o parte de pe Clădirea unde dorim să-l punem și care nu are să fie gata până la sfârșitul verii viitoare sau începutul toamnei. Clopotul să fie turnat de cei mai buni meșteri și să fie verificat cu grijă înainte să fie trimis cu următoarele cuvinte bine scrise de jur împrejurul lui.

By Order of the Assembly of the Povince (sic) of Pensylvania (sic) for the State house in the City of Philada 1752

și dedesubt

Proclaim Liberty thro' all the Land to all the Inhabitants thereof.-Levit. XXV. 10.

Charles a comandat clopotul la Thomas Lester de la firma londoneză de turnătorie Lester and Pack (astăzi Whitechapel Bell Foundry⁠(d)) în schimbul sumei de £150 13s 8d, (echivalent cu aproximativ 36.400 de dolari americani în 2008) cheltuielile incluzând garanția și transportul până la Philadelphia. El a sosit la Philadelphia în august 1752. Norris i-a scris lui Charles că clopotul este în bună stare, dar că încă nu l-au tras, întrucât se construia un ceas pentru turnul Casei Statului. Clopotul a fost montat pe un postament pentru a fi testat și, la prima lovitură a ciocanului, i-a crăpat rama. Episodul avea să fie relatat și în poveștile ulterioare despre clopot; în 1893, fostul președinte american Benjamin Harrison, vorbind în timp ce clopotul trecea prin Indianapolis, a spus: „acest vechi clopot a fost făcut în Anglia, dar a trebuit să fie returnat în America înainte să fie bătut pentru a proclama dreptul de autoguvernare și egalitate în drepturi al oamenilor.” Autoritățile din Philadelphia au încercat să-l returneze pe mare, dar armatorul vasului care l-a adus nu a mai putut să-l urce la bord.

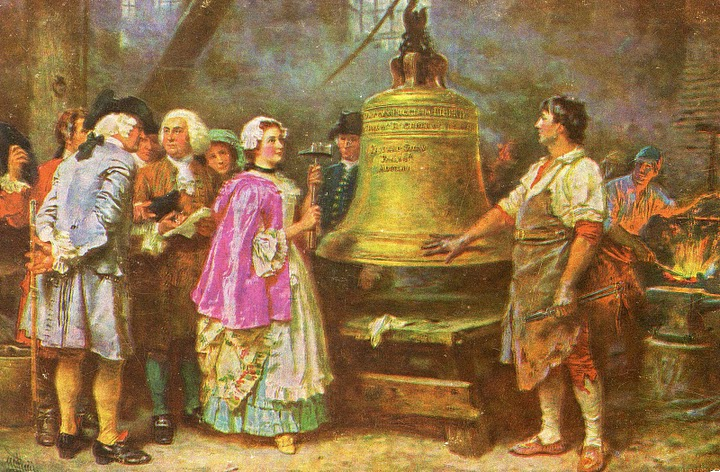
The Bell's First Note, tablou de

Doi turnători locali, John Pass și John Stow, s-au oferit să repare clopotul. Deși nu aveau experiență în turnarea de clopote, Pass condusese Turnătoria de Fier din Mount Holly⁠(d) din colonia vecină New Jersey și era de origine din Malta, insulă cu tradiție în turnarea de clopote. Stow, pe de altă parte, își terminase ucenicia de turnător de bronz abia de patru ani. La turnătoria lui Stow din Second Street, clopotul a fost spart în bucăți, topit, și turnat din nou. Cei doi au hotărât că metalul este prea casant, și l-au întărit cu 10 % cupru. Clopotul a fost gata în martie 1753, iar Norris a anunțat că gravura (care includea acum și numele turnătorilor și anul) este mai clară decât cea de pe vechiul clopot.
Oficialitățile municipale au programat o sărbătoare publică cu hrană și băutură gratuită cu ocazia testării clopotului returnat. Când a fost bătut din nou, el nu s-a spart, dar sunetul produs a fost descris de un martor ca fiind asemenea a doi saci de cărbuni ciocniți unul de altul. În ironiile mulțimii, Pass și Stow au luat clopotul în grabă și l-au turnat din nou. Pe atunci, meșterii fierari și turnători nu știau că returnarea repetată a unui clopot îl slăbește. Când fructul eforturilor celor doi turnători a fost prezentat în iunie 1753, sunetul a fost considerat satisfăcător, deși Norris a declarat că lui personal nu-i place. Clopotul a fost ridicat în clopotnița Casei Statului în aceeași lună.
Nu se știu cu exactitate motivele pentru problemele pe care le-a avut clopotul. Poziția companiei Whitechapel Foundry, încă în activitate, este că clopotul fie a fost avariat la transport, fie a fost defectat din lipsa de experiență a celui care l-a bătut, care l-a lovit pe ramă în loc să-l lovească pe corp. În 1975, muzeul Winterthur a efectuat o analiză a metalului din clopot, concluzionând că „s-au făcut o serie de erori la construcție, iar a doua reconstrucție a avut ca rezultat un clopot casant care ar fi putut chiar fi dat la fier vechi”. Muzeul a găsit în Clopotul Libertății un nivel de staniu considerabil mai ridicat decât la alte clopote de la Whitechapel din acea perioadă, și a sugerat că Whitechapel ar fi greșit aliajul, probabil utilizând material topit cu concentrație ridicată de staniu în prima fază a procesului de topire, în loc de cupru pur. Analiza a arătat că, la a doua turnare, în loc să adauge cositor la metalul clopotului, Pass și Stow au adăugat un aliaj ieftin de cositor cu concentrație mare de plumb și că ei nu au amestecat suficient noul metal în mulaj. Rezultatul a fost „un aliaj extrem de casant care nu doar că a dus la defectarea Clopotului în timpul folosirii, ci a ușurat înlăturarea substanțială de bucăți de pe ramă drept trofee de către vânătorii de recompense”.

## Primii ani (1754–1846)

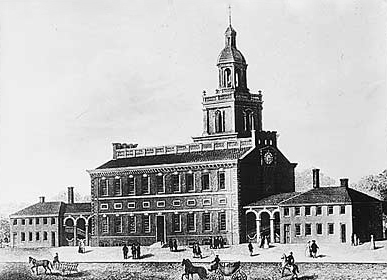
Independence Hall așa cum apărea ea în anii 1770

Nemulțumit de clopot, Norris l-a instruit pe Charles să comande un al doilea și să vadă dacă Lester and Pack îl va accepta înapoi pe primul, în schimbul unei reduceri de preț egale cu valoarea materialului. În 1754, Adunarea a hotărât să păstreze ambele clopote; cel nou a fost montat în turnul cu ceas, în vreme ce clopotul vechi, în urma votului Adunării, a fost dedicat „folosinței pe care o va hotărî această Cameră”. Clopotul lui Pass și Stow a fost folosit pentru convocarea Adunării. Una dintre primele atestări scrise ale utilizării clopotului este o scrisoare a lui Benjamin Franklin către Catherine Ray datată 16 octombrie 1755: „Adio. Clopotul bate, iar eu trebuie să merg printre Cei Gravi și să discut politică”. Clopotul a fost bătut în 1760 pentru a marca urcarea pe tron a lui George al III-lea. La începutul anilor 1760, Adunarea a permis unei biserici locale să utilizeze Casa Statului pentru slujbe și clopotul pentru chemarea credincioșilor în perioada construcției clădirii bisericii. Clopotul a fost utilizat și pentru a chema oamenii la adunările publice, iar în 1772, un grup de cetățeni s-au plâns Adunării că clopotul este tras prea des.
În ciuda legendelor care s-au țesut în jurul Clopotului Libertății, el nu a fost tras în ziua de 4 iulie 1776, întrucât  Declarația de Independență nu a fost făcută publică în acea zi. Când a fost citită în public la 8 iulie 1776, s-au tras clopotele și, deși nu există vreo relatare a tragerii acestui anume clopot, majoritatea istoricilor sunt de acord că Clopotul Libertății a fost unul dintre cele care s-au tras. Există, însă, și posibilitatea ca, din cauza stării proaste a clopotului din Casa Statului, acesta să nu fi sunat în acea zi. John C. Paige, care a scris un studiu istoric privind acest clopot pentru National Park Service⁠(d), afirma: „nu știm dacă clopotnița mai era destul de puternică pentru ca clopotul să fie tras în acea zi. Dacă avea cum să fie tras, putem presupune că a fost. Indiferent dacă a fost sau nu tras, el a ajuns să simbolizeze toate clopotele din Statele Unite care au proclamat independența.”
Dacă a fost tras, cel mai probabil a fost tras de Andrew McNair⁠(d), care era portarul Adunării și al Congresului și avea această însărcinare. Întrucât McNair absentase în două zile nespecificate între aprilie și noiembrie, ar fi putut fi tras de William Hurry, care i-a urmat în funcția de portar al Congresului. Clopotul a fost tras și la aniversarea unui an de la declararea independenței, la 4 iulie 1777.

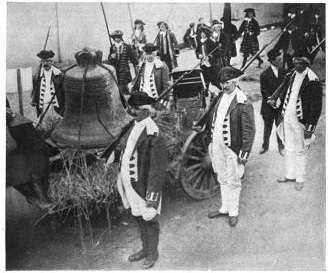
Clopotul Libertății în paradă pe străzile Philadelphiei, în 1908, refacerea drumului său din 1777 până la Allentown

După înfrângerea lui Washington în bătălia de la Brandywine la 11 septembrie 1777, capitala revoluționară Philadelphia rămăsese expusă atacurilor britanice, iar orașul s-a pregătit pentru acestea. Clopotele se puteau topi pentru fabricarea de muniție și localnicii s-au temut că Clopotul Libertății, precum și alte clopote, ar putea avea această soartă. Clopotul a fost dat jos în grabă din clopotniță și trimis sub pază strictă la Bethlehem⁠(d). Căruțașii localnici au transportat clopotul la biserica reformată germană din Allentown, unde a așteptat pe parcursul ocupației britanice a Philadelphiei în spatele unui zid fals. S-a reîntors la Philadelphia în iunie 1778, după plecarea britanicilor. Cum clopotnița Casei Statului era în stare proastă (în cele din urmă a fost demolată și reconstruită), clopotul a fost depozitat, fiind montat din nou abia în 1785.
Pus la un etaj superior al Casei Statului, clopotul a fost tras de ziua lui Washington și de 4 Iulie în primii ani de independență, precum și în ziua alegerilor pentru a aminti alegătorilor să se prezinte la vot. A fost tras și pentru a chema studenții la cursurile Universității Pennsylvania. Până în 1799, când capitala statului s-a mutat la Lancaster, a fost tras și pentru a chema parlamentarii la sesiunile legislativului. Când Statul Pennsylvania a propus demolarea Casei Statului, nemaifiindu-i necesară, și vinderea terenului drept loc de casă, Primăria Philadelphia a achiziționat terenul și clădirea, inclusiv clopotul, în schimbul a 70.000 de dolari. În 1828, primăria a vândut al doilea clopot Lester and Pack bisericii romano-catolice Sf. Augustin, care avea să fie arsă de o mulțime anticatolică în perioada Revoltelor Nativiste din Philadelphia din 1844. Resturile acelui clopot au fost topite și turnate într-unul nou, aflat astăzi la Universitatea Villanova.
Nu se știe cum a crăpat clopotul; aceasta s-a întâmplat cândva între 1817 și 1846. Clopotul este menționat în mai multe articole de ziar din acea perioadă, iar prima menționare a crăpăturii este din 1846. De fapt, în 1837, clopotul a fost reprezentat într-o publicație anti-sclavie fără vreo crăpătură. În februarie 1846 Public Ledger⁠(d) a relatat că clopotul a fost tras la 23 februarie 1846 pentru a sărbători ziua de naștere a lui Washington (deoarece 22 februarie a picat într-o duminică, sărbătoarea s-a ținut a doua zi), scriind că clopotul era crăpat de mult, dar că fusese „reparat” prin șlefuirea marginilor crăpăturii. Ziarul a relatat că pe la prânz, s-a observat că de la bătutul din ziua respectivă, crăpătura s-a mărit, și că „vechiul clopot al Independenței...stă acum în marea clopotniță a orașului, crăpat ireparabil și veșnic stricat”.
În 1876, a apărut cea mai frecventă poveste despre crăparea clopotului. Colonelul Frank Etting, curator voluntar al Sălii Independenței, a spus că ea a apărut în 1835 când a anunțat moartea Judecătorului Suprem John Marshall. Există puține dovezi care să susțină această teză, dar, cu toate acestea, ea este acceptată pe scară largă. Printre alte păreri despre originea crăpăturii se numără poveștile despre avarierea în timpul vizitei marchizului de Lafayette în 1824, sau că a crăpat când anunța adoptarea legii catolicilor din 1829 în Regatul Unit și că au fost invitați niște copii să tragă clopotul, pe care l-au stricat. David Kimball, în cartea sa scrisă pentru National Park Service, sugerează că crăpătura ar fi apărut cel mai probabil între 1841 și 1845, fie de 4 Iulie, fie de ziua lui Washington.
Clopotul lui Pass și Stow a primit porecla the Liberty Bell pentru prima oară în jurnalul Societății Anti-Sclavie din New York, Anti-Slavery Record. Într-un articol din 1835, „The Liberty Bell”, philadelphienii au fost acuzați că nu fac mai mult pentru cauza aboliționistă. După doi ani, o altă publicație a aceleiași asociații, ziarul Liberty, a publicat pe frontispiciu o imagine cu clopotul, cu cuvintele Proclaim Liberty (Vestiți slobozenia). În 1839, Prietenii Libertății din Boston, o altă grupare aboliționistă, a intitulat publicația sa The Liberty Bell. În același an, publicația anti-sclavie a lui William Lloyd Garrison⁠(d) The Liberator a retipărit un pamflet aboliționist de la Boston care conține o poezie intitulată „The Liberty Bell” în care scria că, la acea vreme, în ciuda cuvintelor inscripționate pe el, clopotul nu vestea libertatea tuturor locuitorilor țării.

## Transformarea în simbol (1847–1865)

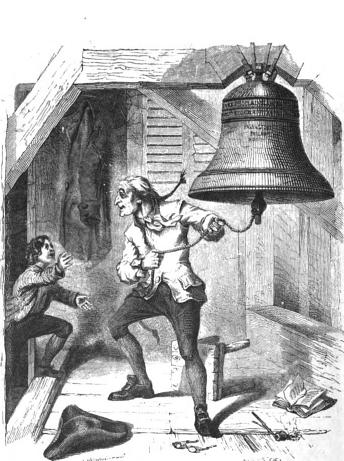
The Bellman Informed of the Passage of the Declaration of Independence (Clopotarul informat de adoptarea Declarației de Independență): o reprezentare din 1854 a poveștii tragerii Clopotului Libertății la 4 iulie 1776

Mare parte din imaginea modernă a Clopotului Libertății ca simbol al declarării independenței Statelor Unite a fost construită de scriitorul George Lippard⁠(d). La 2 ianuarie 1847, povestirea sa intitulată „4 iulie 1776” a apărut în revista Saturday Review. Povestirea era despre un clopotar bătrân care aștepta îmbufnat lângă clopot la 4 iulie 1776, cu teama că Congresul nu va avea curajul să proclame independența. În cel mai dramatic moment, apare un băiat care îi transmite bătrânului instrucțiuni să tragă clopotul. Povestea a fost retipărită de mai multe ori și a dus la legarea, în conștiința publică, a Clopotului Libertății cu Declarația de Independență. Părți din povestire au fost retipărite în lucrarea din 1850 intitulată The Pictorial Field Guide to the Revolution, a istoricului Benson John Lossing⁠(d) și au fost prezentate ca fapte istorice, iar povestea a fost repetată în școlii copiilor.
În 1848, odată cu creșterea interesului pentru clopot, primăria a hotărât să-l mute în Sala Adunării (denumită și Camera Declarației) de la primul etaj, unde fuseseră dezbătute și semnate Declarația de Independență și Constituția Statelor Unite. Primăria a construit clopotului un piedestal ornamental. Clopotul Libertății a fost expus pe piedestal timp de un sfert de secol, cu un vultur deasupra (sculptat la început, după aceea împăiat). În 1853, președintele Franklin Pierce a vizitat Philadelphia și clopotul și a vorbit despre el ca simbolizând Revoluția Americană și libertatea americană. La acea vreme, Sala Independenței era folosită și ca tribunal, iar ziarele afroamericane au arătat incompatibilitatea între găzduirea unui simbol al libertății în aceeași clădire în care judecătorii țineau audieri în virtutea Legii Sclavilor Fugari.
În februarie 1861, președintele ales, Abraham Lincoln, a venit în Sala Adunării și a ținut o cuvântare în drum spre ceremonia de depunere a jurământului ce avea să fie ținută la Washington DC. În 1865, trupul lui Lincoln a fost depus în Sala Adunării după asasinarea sa, în drum spre locul înmormântării, Springfield, Illinois. Din cauza constrângerilor de timp, doar o mică parte dintre cei ce doreau să viziteze sicriul au putut să o facă; coada nu a scăzut niciodată sub  5 km lungime. Cu toate acestea, între 120.000 și 140.000 de oameni au trecut pe lângă sicriul deschis și pe lângă clopot, amplasat la căpătâiul lui Lincoln astfel încât vizitatorii să poată citi inscripția, „Să vestiți slobozenia în țară pentru toți locuitorii ei”.

## Simbol itinerant al libertății (1866–1947)

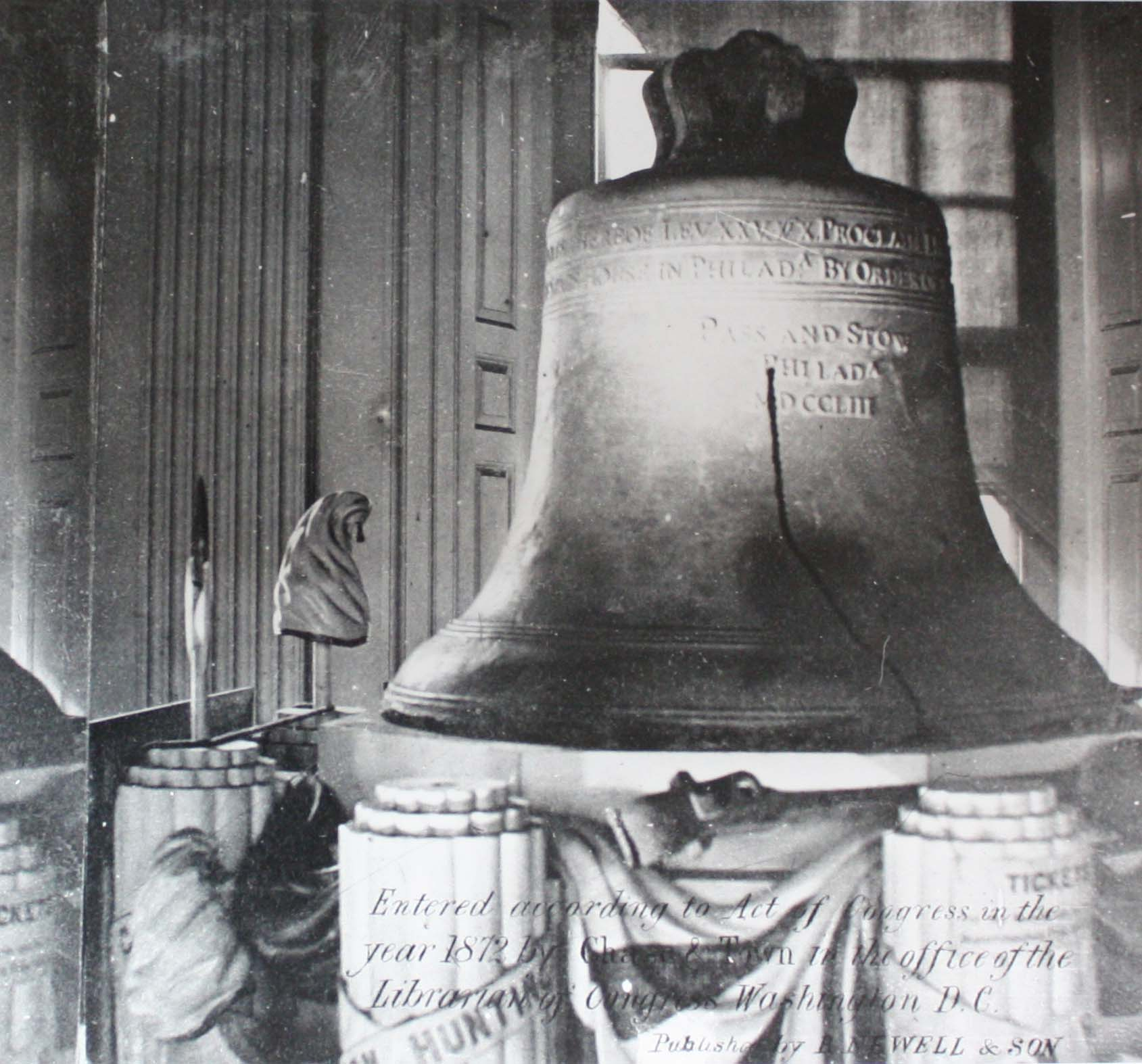
Clopotul Libertății pe suportul ornamental, 1872

În 1876, oficialitățile locale au discutat ce rol să joace clopotul în festivitățile centenarului țării. Unii au dorit să-l repare pentru a fi bătut la Expoziția Centenară ținută la Philadelphia, dar ideea nu a fost adoptată; custozii clopotului au concluzionat că nu sunt mari șanse să se obțină un clopot care să sune bine, și a arătat că crăpătura a devenit o caracteristică definitorie a lui. În schimb, s-a turnat o replică în greutate de 5.900 lb (câte 1.000 de livre pentru fiecare stat fondator). Metalul folosit pentru clopotul denumit „al Centenarului” conținea părți din două tunuri topite, câte unul folosit de fiecare tabără în Războiul de Independență, și unul utilizat de fiecare dintre cele două tabere în Războiul Civil. Acel clopot a bătut în incinta expoziției la 4 iulie 1876, și a fost apoi returnat pentru a îmbunătăți sonoritatea, iar astăzi este atașat ceasului din clopotnița Sălii Independenței. Deși Clopotul Libertății nu a fost dus la Expoziție, numeroși vizitatori ai acesteia au venit să-l vadă, iar imaginea sa era omniprezentă în incinta expoziției—s-au vândut numeroase suveniruri cu imaginea sau forma lui, iar pavilioanele fiecărui stat conțineau replici ale clopotului realizate din substanțe de la piatră la tutun. În 1877, clopotul a fost suspendat de tavanul Sălii Adunării cu un lanț cu treisprezece zale.
Între 1885 și 1915, Clopotul Libertății a efectuat șapte călătorii la diverse manifestări și expoziții. De fiecare dată, drumul a fost parcurs pe calea ferată, cu multe opriri pe drum, pentru a putea fi văzut de localnici. Până la 1885, clopotul a devenit un simbol american al libertății și al independenței, și devenea din ce în ce mai celebru pe măsură ce legenda lui Lippard era retipărită în diverse cărți și manuale de istorie. La începutul lui 1885, primăria a acceptat să-l trimită la New Orleans pentru expoziția World Cotton Centennial⁠(d). La fiecare stație, clopotul era înconjurat de mulțime. La Biloxi, Mississippi, fostul președinte al Confederației, Jefferson Davis, a vizitat clopotul. El a ținut un discurs în care și-a adus omagiul, și a cerut unitate națională. În 1893, a fost trimis la World's Columbian Exposition din Chicago unde a servit drept element principal al expoziției statului Pennsylvania. La 4 iulie 1893, la Chicago, clopotul a fost cinstit cu prima intonare a Marșului Clopotului Libertății, dirijat de John Philip Sousa. Philadelphienilor au început să le displacă ideea de a-l trimite în alte orașe după ce s-a întors de la Chicago cu o nouă crăpătură, fiecare nouă propunere fiind întâmpinată cu din ce în ce mai multă opoziție. S-a descoperit și că paznicul dedicat al clopotului a extras bucăți din el ca suveniruri. Primăria a pus clopotul într-o cutie de stejar cu geam de sticlă în Sala Adunării. În 1898, a fost scos din cutie și suspendat în sala turn a Sălii Independenței, încăpere în care a rămas până la sfârșitul lui 1975. A fost postată gardă pentru a descuraja vânătorii de suveniruri care ar încerca să ia bucăți din el.

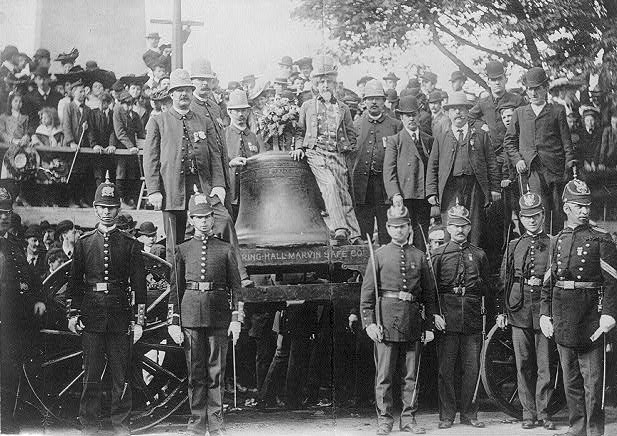
Liberty Bell în vizită la (obeliscul vizibil în fundal, în stânga) în 1903.

Până în 1909, clopotul făcuse șase drumuri, iar crăpătura nu doar că s-a agravat, ci vânătorii de suveniruri îi reduseseră masa cu peste un procent. În 1912, când organizatorii Expoziției Internaționale Panama-Pacific au cerut clopotul pentru târgul din 1915 din San Francisco, primăria s-a ferit să-l mai lase să fie transportat. În cele din urmă, a fost lăsat să meargă, deoarece el nu fusese niciodată la vest de St. Louis, iar aceasta era o ocazie de a fi prezentat pentru milioane de oameni care altfel nu l-ar fi putut vedea. În 1914, însă, de teamă că crăpătura s-ar putea mări pe drumul cu trenul, primăria a instalat o structură metalică de susținere în interiorul clopotului, denumită generic „păianjenul”. În februarie 1915, clopotul a fost lovit ușor cu ciocane de lemn pentru a produce sunete ce au fost transmise la târg ca semnal de deschidere, transmisiune care a și inaugurat serviciul telefonic transcontinental. Circa cinci milioane de americani au văzut clopotul în drumul său cu trenul spre vest. S-a estimat că aproape două milioane de oameni l-au sărutat la târg, numărul celor ce l-au văzut fiind și mai mare. Clopotul a fost înapoiat pe o altă rută și alte cinci milioane de oameni l-au văzut. De când a revenit la Philadelphia, a fost scos afară doar de cinci ori: de trei ori la evenimente patriotice din timpul și imediat după Primul Război Mondial și de două ori când a fost mutat în 1976 și în 2003. Orașele Chicago și San Francisco obținuseră prezența sa după ce au prezentat petiții semnate de sute de mii de copii. Orașul Chicago a mai încercat o dată, cu o petiție semnată de 3,4 milioane de școlari, pentru Expoziția Century of Progress din 1933, iar orașul New York a prezentat o petiție pentru o vizită a clopotului pentru târgul mondial din 1939. Ambele cereri au fost respinse.
În 1924, una dintre ușile exterioare ale Sălii Independenței a fost înlocuită cu geam, permițând observarea clopotului chiar și atunci când clădirea este închisă. Când Congresul a efectuat prima recrutare obligatorie în armată pe timp de pace în 1940, primii philadelphieni care au depus jurământul au făcut-o în fața Clopotului Libertății. Odată războiul început, clopotul a redevenit un simbol, folosit pentru vânzarea de obligațiuni de război. În primele zile ale celui de al Doilea Război Mondial, au apărut temeri că clopotul ar fi în pericol din partea sabotorilor sau a bombardamentelor inamice, iar oficialitățile locale s-au gândit să-l mute la Fort Knox⁠(d), pentru a fi ținut împreună cu rezerva națională de aur. Ideea a provocat protestele cetățenilor din toată țara și a fost abandonat. Oficialii apoi au luat în calcul construirea unui buncăr subteran de oțel deasupra căruia să fie expus și în care să poată fi coborât la nevoie. Proiectul a fost abandonat după ce analiștii au avertizat că săpăturile ar putea slăbi fundația Sălii Independenței. Clopotul a mai fost bătut ușor în Ziua Z, precum și în zilele capitulărilor Germaniei și respectiv Japoniei.

## În administrația Park Service (1948–prezent)

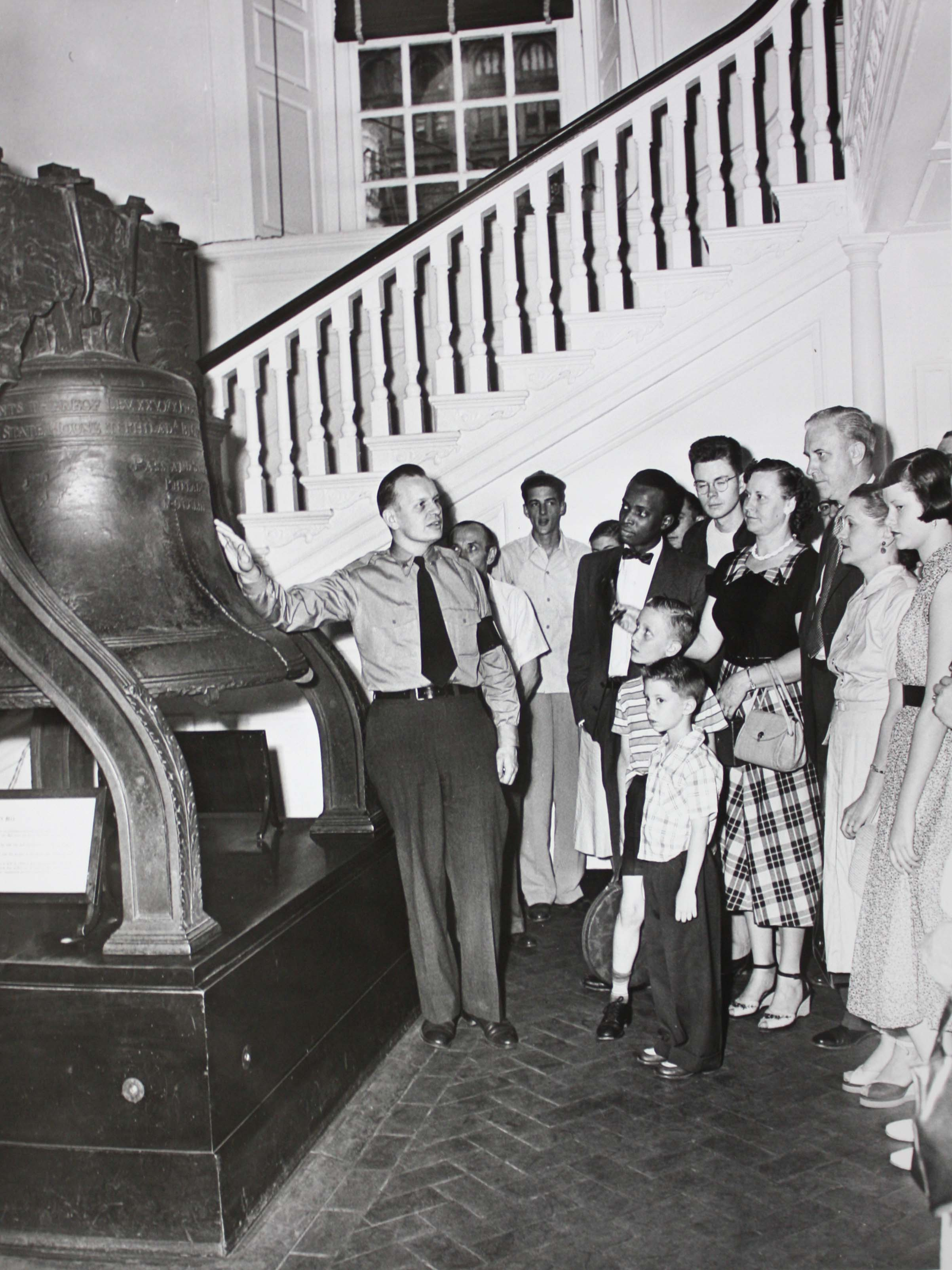
Un angajat al National Park Service-ului prezintă turiștilor Clopotul Libertății la Sala Independenței în iulie 1951

După al Doilea Război Mondial, în urma unor considerabile discuții în contradictoriu, primăria Philadelphia a acceptat să cedeze custodia clopotului și Sălii Independenței guvernului federal, păstrând însă dreptul de proprietate. Primăria avea să cedeze și alte clădiri din perioada colonială. Congresul a aprobat transferul în 1948 și trei ani mai târziu s-a înființat Independence National Historical Park⁠(d) (Parcul Istoric Național al Independenței), pe aceste proprietăți, sub administrația National Park Service⁠(d) (NPS). Park Service a devenit responsabil de întreținerea și expunerea clopotului. NPS avea să administreze și cele trei străzi aflate la nord de Sala Independenței, clădirile aflate în această zone fiind demolate de stat, iar zona transformată într-un parc denumit Independence Mall⁠(d).
În perioada postbelică, clopotul a devenit un simbol al libertății în timpul Războiului Rece. El a fost ales ca simbol al unei emisiuni de obligațiuni de economii în 1950. Scopul emisiunii, conform vicepreședintelui Alben W. Barkley, era acela de a face țara „atât de puternică încât nimeni să nu ne poată impune vreo ideologie crudă și fără Dumnezeu”. În 1955, persoanelor originare din țările din spatele Cortinei de Fier li s-a permis să bată clopotul în semn de speranță și încurajare pentru compatrioții lor. Foști demnitari, printre care primul ministru israelian David Ben-Gurion și primarul Berlinului Occidental Ernst Reuter⁠(d) au fost aduși la clopot, și ei au arătat legătura între Statele Unite și alte țări reprezentată de acesta. În anii 1960, clopotul a fost locul mai multor proteste, atât ale mișcării pentru drepturi civile, cât și ale unor grupări care susțineau sau se opuneau Războiului din Vietnam.
Aproape de cât și-a început administrarea, Park Service a dorit să mute clopotul de la Sala Independenței într-o structură în care ar fi mai ușor să fie îngrijit și prezentat vizitatorilor. Prima astfel de propunere a fost retrasă în 1958, după proteste publice considerabile. Park Service a încercat din nou, ca parte a pregătirilor pentru bicentenarul Statelor Unite. Comisia de Consiliere a Parcului Istoric Național al Independenței a propus în 1969 mutarea clopotului din Sala Independenței, întrucât clădirea nu putea găzdui milioanele de vizitatori ce urmau să sosească la Philadelphia pentru Bicentenar. În 1972, Park Service a anunțat planul de a construi un turn mare de sticlă dedicat clopotului la noul centru pentru vizitatori la intersecția dintre South Third Street și Chestnut Street, la două străzi est de Sala Independenței, o investiție de 5 milioane de dolari, dar cetățenii au protestat din nou. În 1973, Park Service a propus construirea unui pavilion de sticlă mai mic la capătul nordic al Independence Mall, între străzile Arch și Race. Primarul Philadelphiei Frank Rizzo⁠(d) a acceptat ideea, dar a propus ca pavilionul să fie construit de cealaltă parte de Chestnut Street față de Sala Independenței, ceea ce a provocat temeri că se va strica priveliștea asupra clădirii istorice dinspre mall. Propunerea lui Rizzo a fost adoptată, iar clopotul a fost mutat într-un pavilion de sticlă și oțel, la aproximativ 100 m de locul inițial de la Sala Independenței la începutul anului 1976.

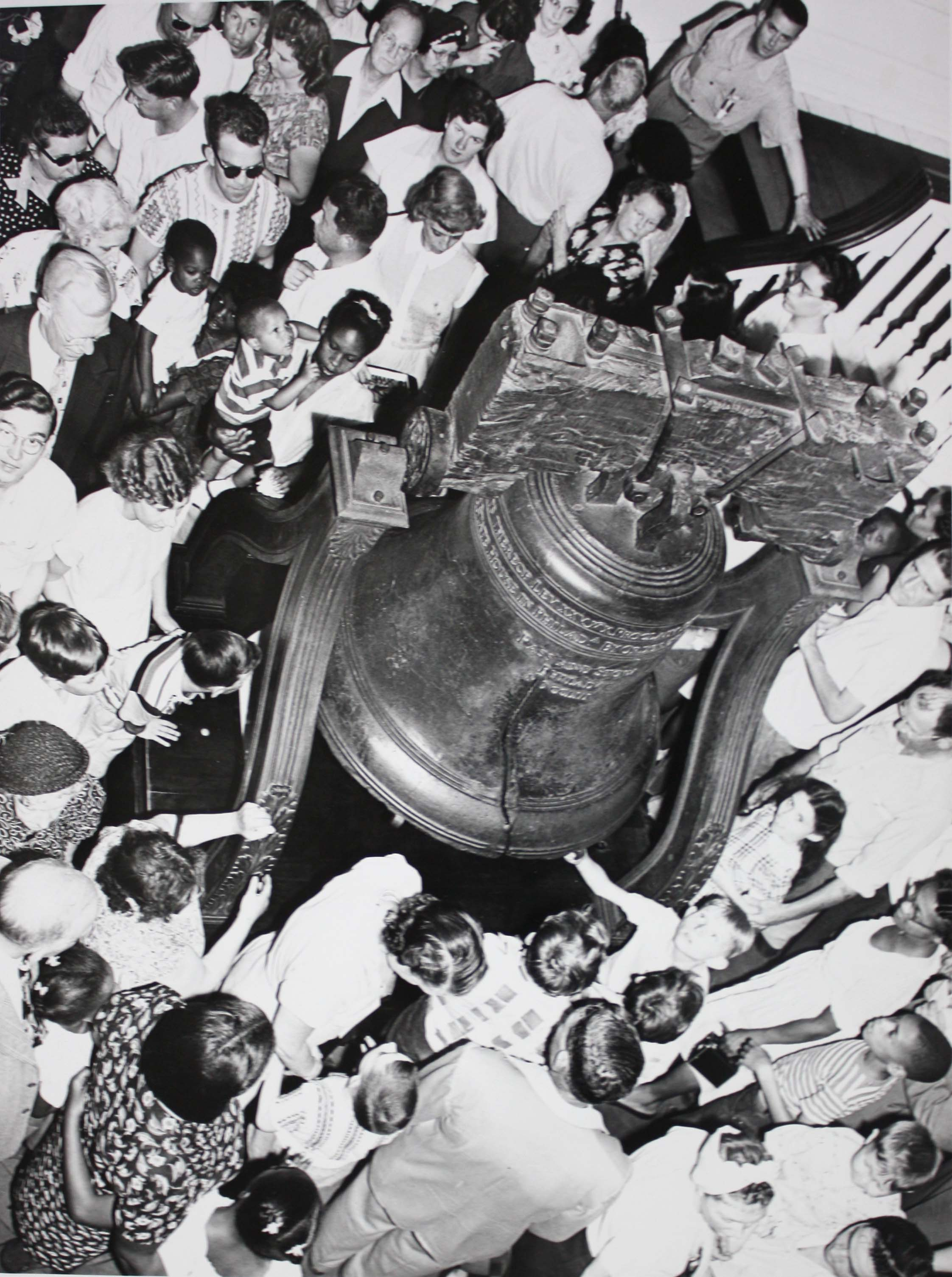
Mulțime de turiști adunată în jurul Clopotului Libertății, la Sala Independenței, iulie 1951

În timpul Bicentenarului, membri ai Procrastinator's Club of America au pichetat în glumă Whitechapel Bell Foundry cu pancarte pe care scria „We got a lemon” („Am luat țeapă”) și „What about the warranty?” („Cum rămâne cu garanția?”) Turnătoria a răspuns protestatarilor că va înlocui cu plăcere clopotul cu condiția să-i fie returnat în ambalajul original. În 1958, turnătoria (pe atunci funcționând sub numele Mears and Stainbank Foundry) s-a oferit să toarne din nou clopotul, dar a primit răspunsul că nici Park Service și nici publicul nu doresc să dispară crăpătura. Turnătoriei i s-a cerut, în 1976, să toarne o replică în mărime naturală a Clopotului Libertății, copie oferită Statelor Unite de regina britanică, Elisabeta a II-a, și găzduită astăzi în clopotnița construită pentru Clopotul Libertății, lângă fostul centru pentru vizitatori de pe South Third Street.
În 2001, Park Service a început să lucreze la un nou loc pentru Clopotul Libertății, în apropierea pavilionului, dar mult mai mare, cu sală de expoziții și centru de interpretări. Arheologii au descoperit dovezi că locul construcției conține o zonă pe care a stat o clădire folosită de George Washington, pentru găzduirea sclavilor săi, pe când trăia în Philadelphia ca președinte. Park Service nu dorea inițial să includă la noul Centru al Clopotului Libertății exponate în memoria sclavilor, dar a acceptat după protestele activiștilor negri. Noua clădire, deschisă după instalarea clopotului acolo la 9 octombrie 2003, se află lângă conturul casei sclavilor, marcat pe ciment, cu semne care explică semnificația descoperirii. În interior, vizitatorii trec printre mai multe exponate legate de clopot înainte de a ajunge la Clopotul Libertății. Din cauza problemelor de securitate apărute în urma unui atac asupra clopotului efectuat de un vizitator înarmat cu un ciocan în 2001, clopotul a fost așezat astfel încât vizitatorii să nu ajungă fizic ușor la el și toți vizitatorii trebuie să treacă prin filtre de securitate.
Astăzi, Clopotul Libertății cântărește 940 kg. Metalul său este compus din 70% cupru și 25% cositor, restul constând din plumb, zinc, arsen, aur și argint. El stă suspendat de ceea ce se crede că este jugul său inițial, făcut din lemn de ulm american. Deși crăpătura pare să se termine la prescurtarea „Philada” din ultimul rând al inscripției, aceea este doar crăpătura lărgită din secolul al XIX-lea șlefuită în speranța că clopotul va mai putea să bată; o altă crăpătură îngustă, continuă spre dreapta și ușor spre partea superioară a clopotului, prin cuvântul „and” din „Pass and Stow”, apoi prin cuvântul „the” dinaintea cuvântului „Assembly” („Adunarea”) din rândul al doilea de text, și prin literele „rty” din cuvântul „Liberty” („Slobozenie”) din primul rând. Crăpătura se termină lângă legătura de jug.
Profesor Constance M. Greiff, în cartea sa care relatează istoria Parcului Istoric Național al Independenței, a scris despre Clopotul Libertății:

Clopotul Libertății este cel mai venerat obiect din parc, un simbol național. Nu este la fel de frumos ca altele care erau în Sala Independenței în acele zile memorabile de acum două sute de ani, și este avariat ireparabil. Poate că aceasta face parte din farmecul său aproape mistic. Ca și democrația noastră, este fragil și imperfect, dar a fost supus la încercări grele și a rezistat.

## Copii și alte referiri

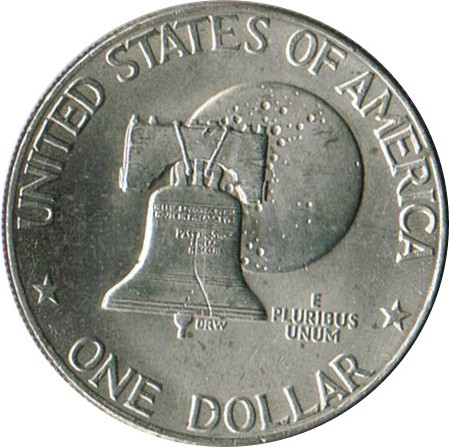
Dolarul bicentenar

Pe lângă copiile aflate în Parcul Istoric Național al Independenței, printre primele copii ale Clopotului Libertății se numără așa-numitul Clopot al Dreptății sau Clopotul Libertății Femeilor (în engleză Women's Liberty Bell), comandat în 1915 de susținătorii dreptului la vot pentru femei. Acest clopot are același text inscripționat ca și Clopotul Libertății, cu încă două cuvinte, establish justice („Să se facă dreptate”), cuvinte extrase din Preambulul Constituției Statelor Unite. Limba i-a fost legat cu lanțuri de clopot astfel încât să nu poată bate, ca simbol al incapacității femeilor de a influența evenimentele politice în lipsa dreptului la vot. Clopotul Dreptății a fost plimbat cu scopul de a mediatiza cauza. După adoptarea celui de al nouăsprezecelea amendament (prin care femeile au primit dreptul de vot), Clopotul Dreptății a fost adus în fața Sălii Independenței la 26 august 1920, limba a fost dezlegată și a bătut pentru prima oară. El a rămas pe o platformă în fața Sălii Independenței câteva luni înainte ca oficialitățile locale să ceară mutarea sa, iar astăzi se află la Capela Memorială Washington din Valley Forge⁠(d).
La momentul emisiunii de obligațiuni din 1950, în Franța s-au turnat 55 de copii ale Clopotului Libertății (câte unul pentru fiecare dintre cele 48 de state, unul pentru Districtul Columbia, și câte unul pentru fiecare teritoriu), la comanda Departamentului Trezoreriei Statelor Unite. Clopotele trebuia să fie expuse și bătute la comemorări sau sărbători naționale. Multe dintre aceste clopote se află astăzi lângă Capitoliile statelor corespunzătoare.  O excepție este clopotul Texasului, aflat la Texas A&M University⁠(d) în College Station⁠(d). Clopotul Texasului a fost dăruit universității ca semn de apreciere a serviciilor aduse de absolvenții ei.

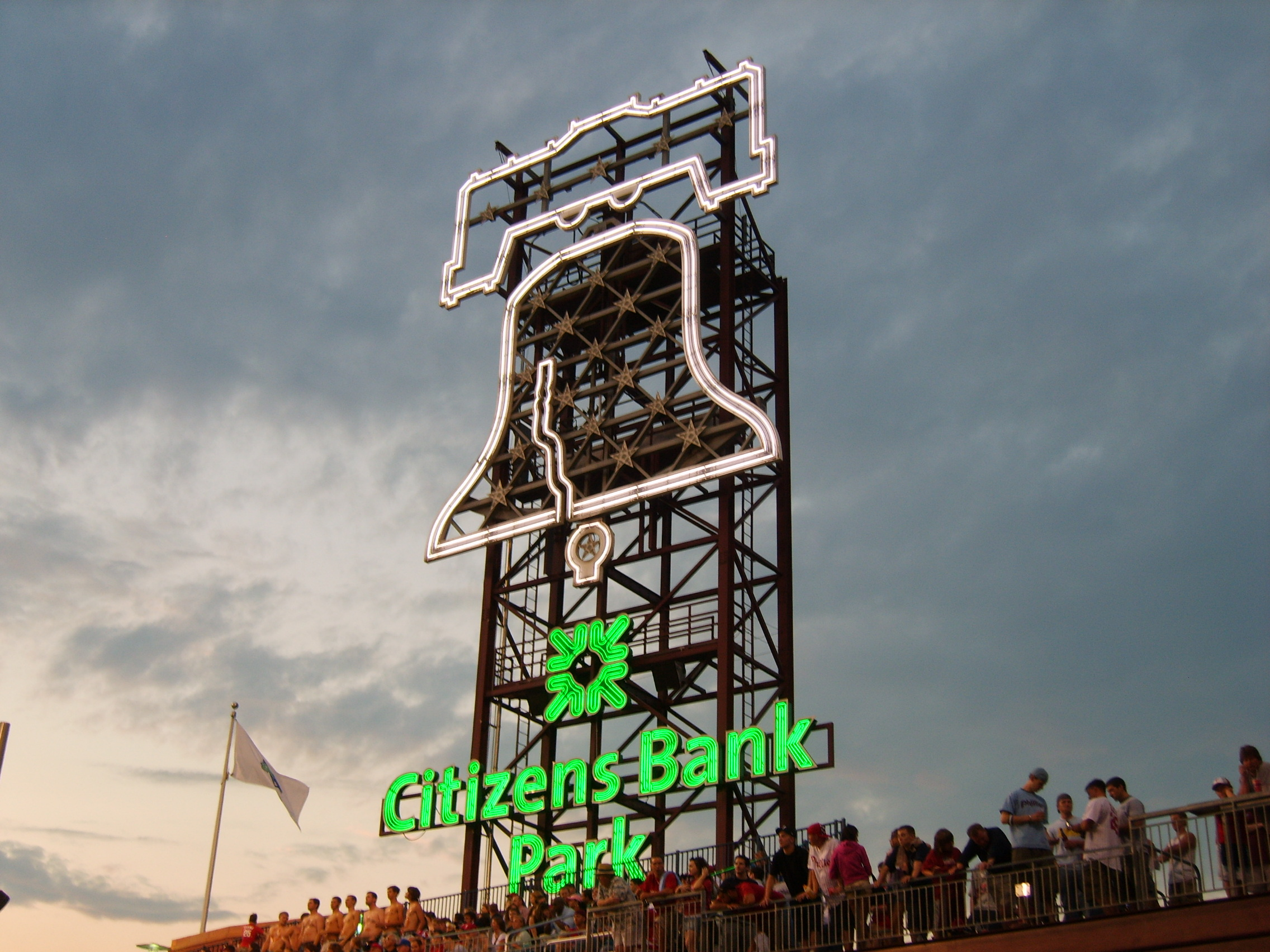
Conturul clopotului la Citizens Bank Park, complet iluminat după marcarea unui home run de către Phillies

Imaginea Clopotului Libertății apare pe o monedă comemorativă din 1926 care marchează 150 de ani de la declararea independenței. Prima utilizare a imaginii sale pe o monedă aflată în circulație a fost pe reversul monedei de 50 de cenți cu chipul lui Franklin pe avers, bătută între 1948 și 1963. El apare și pe dolarul Eisenhower, bătut cu ocazia Bicentenarului, suprapus peste imaginea Lunii. Primul timbru american care prezintă Clopotul Libertății a fost emis în 1926 pentru Expoziția Sesquicentenară din Philadelphia, deși acest timbru reprezintă de fapt replica ridicată la intrarea în incinta expoziției.  Clopotul apare și pe timbrul „permanent” lansat în 2007, a cărui valoare crește odată cu mărirea taxelor poștale.
Numele „Liberty Bell” sau „Liberty Belle” este frecvent utilizat în scopuri comerciale pentru mărci și agenți economici de la companii de asigurări de viață până la servicii de escortă. Un contur al clopotului se află deasupra peluzei stadionului Citizens Bank Park⁠(d), unde își dispută meciurile pe teren propriu echipa de baseball Philadelphia Phillies⁠(d), conturul fiind iluminat oricând echipa gazdă reușește un home run⁠(d). Acest ornament este similar unuia existent la fostul stadion al echipei Phillies, Veterans Stadium⁠(d). La 1 aprilie 1996, Taco Bell a anunțat prin spoturi publicitare și comunicate de presă că a achiziționat Clopotul Libertății și că i-a schimbat numele în Taco Liberty Bell și că va fi mutat pentru câte o jumătate de an la sediul companiei Taco Bell din Irvine, California. Parcul Istoric Național al Independenței a fost asaltat de apeluri telefonice prin care diverși cetățeni își exprimau indignarea, iar oficialii Park Service au negat tranzacția într-o conferință de presă. După câteva ore, Taco Bell a recunoscut că totul fusese o glumă de 1 aprilie. În ciuda protestelor, vânzările de tacos, enchiladas și burritos ale companiei au crescut în acea săptămână cu peste o jumătate de milion de dolari.

## Inscripția

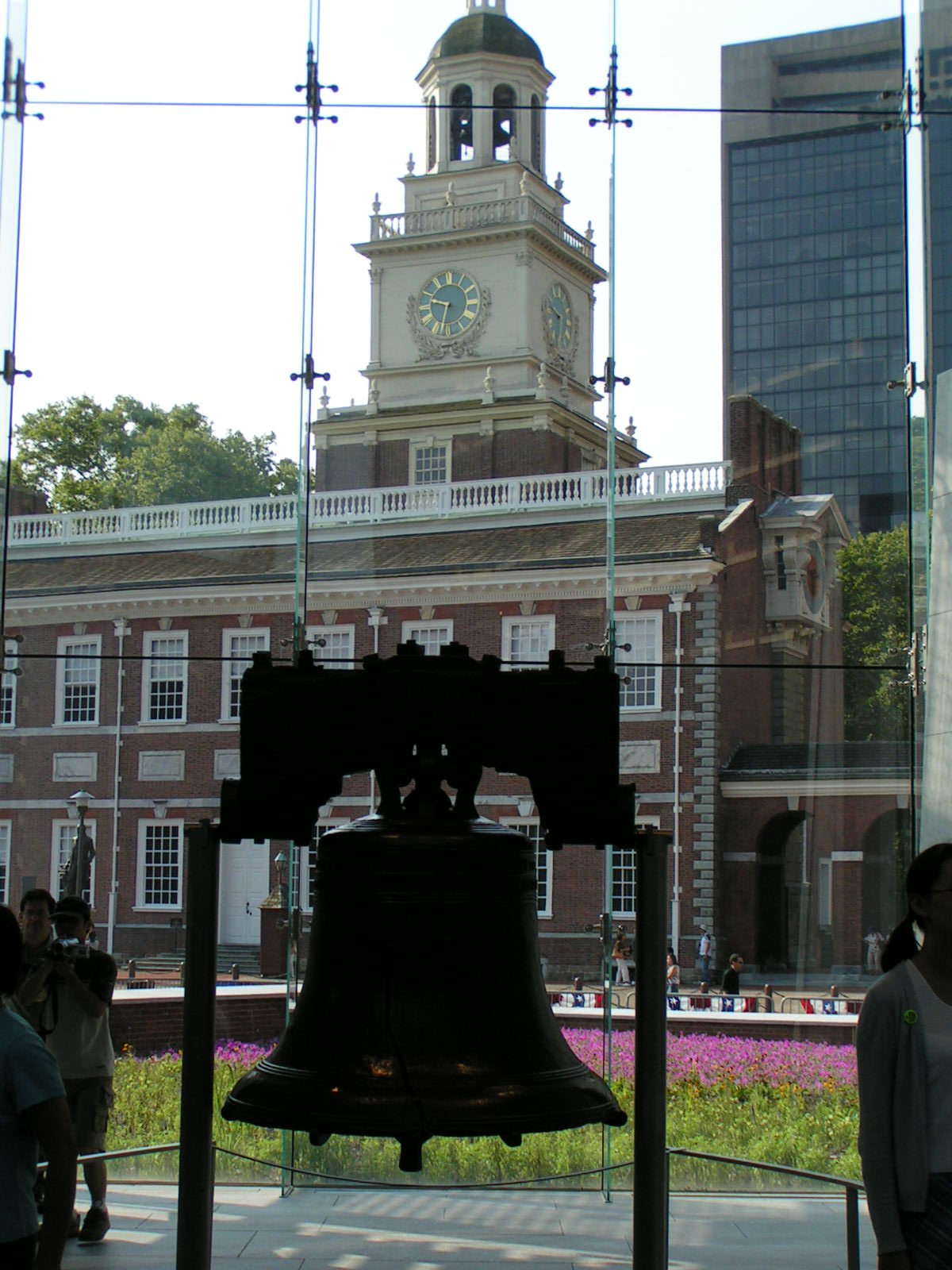
Clopotul Libertății la Liberty Bell Center. Fosta Casă a Statului (astăzi Sala Independenței) este în plan îndepărtat, cu Clopotul Centenarului vizibil în clopotniță.

Cuvintele exacte ale inscripției de pe clopot sunt:
PROCLAIM LIBERTY THROUGHOUT ALL THE LAND UNTO ALL THE INHABITANTS THEREOF LEV. XXV. V X.

BY ORDER OF THE ASSEMBLY OF THE PROVINCE OF PENSYLVANIA FOR THE STATE HOUSE IN PHILADA
PHILADA

La acea vreme, „Pensylvania” era o grafie alternativă acceptată pentru Pennsylvania. Această grafie a fost utilizată de Alexander Hamilton, absolvent al Universității Columbia, în 1787 pe pagina de semnături a Constituției SUA.

## Completări și note explicative
1. 1 2  Traducerea pasajului, „Să vestiți SLOBOZENIA în țară pentru toți locuitorii ei”,  provine din Biblia lui Dumitru Cornilescu, traducere în română folosită de către cultele protestante.
2. ↑  Circa 900 kg
3. ↑  O sută cincizeci de lire, treisprezece șilingi și opt pence.